# Tim White
Timothy Rhys White, meglio conosciuto come Tim White (Cumberland, 25 marzo 1954 – Orlando, 19 giugno 2022), è stato un arbitro di wrestling statunitense.
È principalmente ricordato per i suoi trascorsi nella World Wrestling Federation/Entertainment tra il 1993 e il 2010.

## Carriera
White iniziò come arbitro part-time nel 1985 mentre lavorava come agente di André the Giant. Nel 1993, poco dopo la morte di André, White divenne un arbitro a tempo pieno ed apparì più frequentemente sui pay-per-view e sui tapings televisivi della WWF. Bret Hart ha riferito che nel 1995 White stava fornendo servizi simili a Shawn Michaels come aveva fatto per André. 
Il 28 giugno 1998, White fu l'arbitro del leggendario Hell in a Cell tra Mankind e The Undertaker a King of the Ring. Dopo che Mankind cadde in cima alla cella e atterrò duramente sul ring, White, temendo che Mick Foley fosse seriamente ferito e che avesse bisogno di cure mediche immediate, si avvicinò a dichiarare il match concluso, ma Foley lo pregò di non farlo. Il match continuò e viene ricordato come uno degli incontri più leggendari della storia del wrestling.
White continuò ad arbitrare regolarmente in WWE fino al 2002, quando si infortunò alla spalla durante un Hell in a Cell tra Triple H e Chris Jericho a Judgment Day. A WrestleMania XX, dopo quasi due anni di assenza, White tornò per arbitrare il match tra Chris Jericho e Christian; dopo essersi nuovamente infortunato alla spalla durante gli ultimi tre conteggi, decise di concludere definitivamente la propria carriera da arbitro.
White iniziò così a lavorare per la WWE dietro le quinte, continuando ad apparire sporadicamente in alcuni segmenti e occupandosi della sicurezza delle Superstars durante le pubbliche apparizioni. Il 18 dicembre 2005, White fu protagonista di un controverso segmento durante il PPV Armageddon. Intervistato da Josh Mathews all'interno del bar di sua proprietà, White, visibilmente ubriaco, asserì che il già citato Hell in a Cell "gli aveva rovinato la vita." Successivamente prese un fucile da sotto il bancone e sparò un colpo, apparentemente con l'intenzione di uccidersi. Tale segmento fu considerato sgradevole, in parte a causa della morte di Eddie Guerrero avvenuta solo un mese prima.
White venne licenziato dalla WWE nel gennaio 2009, come conseguenza del massiccio taglio di personale perpetrato dalla federazione a seguito della crisi economica. Continuò comunque ad apparire in numerosi documentari e interviste.

## Morte
White è morto il 19 giugno 2022 a Orlando, Florida. Le cause del decesso non sono state tuttavia rivelate. Nel marzo 2023 fu annunciato che White sarebbe stato introdotto nella WWE Hall Of Fame, nella categoria Warrior Award, diventando così il primo arbitro in assoluto ad esservi introdotto.

## Riconoscimenti
- World Wrestling Entertainment
  - Warrior Award (2023)